# Martillué
Martillué ist ein spanischer Ort in den Pyrenäen in der Provinz Huesca der Autonomen Gemeinschaft Aragonien. Martillué ist ein östlich gelegener Ortsteil der Gemeinde Jaca. Das Dorf mit zwölf Einwohnern im Jahr 2015 liegt auf 851 Meter Höhe.